# Mimulus brevipes
Espèce
Classification APG III (2009)
Mimulus brevipes est une espèce de Mimulus (parfois francisées en « mimules ») connue en anglais sous le nom de widethroat yellow monkeyflower (« fleur-singe jaune à gorge large » ou plutôt « monkeyflower jaune à gorge large »). Elle est native des montagnes et des collines du Sud de la Californie et de la Basse-Californie où elle pousse en chaparral, spécialement dans les zones ouvertes comme celles dégagées par un feu de forêt.